# Alina Zjidkova
Alina Vladimirovna Zjidkova (Russisch: Алина Владимировна Жидкова) (Moskou, 18 januari 1977) is een voormalig professioneel tennisspeelster uit Rusland. Zij begon met tennis toen zij tien jaar oud was. Haar favoriete ondergrond is hardcourt. Zij was actief in het proftennis van 1993 tot en met 2010.

## Loopbaan

### Enkelspel
Alina Zjidkova debuteerde in 1992 bij de volwassenen op het ITF-toernooi van Moskou. In 1997 stond zij voor het eerst in de finale, op het ITF-toernooi van Culiacán (Mexico) – daar veroverde zij haar eerste titel. In totaal won zij negen ITF-toernooien, de laatste in 2007, in Tampa (Florida).
In 2000 plaatste Zjidkova zich voor het eerst voor een hoofdtoernooi op de WTA-tour, op het WTA-toernooi van Gold Coast. Op de WTA-toernooien bereikte zij geen finaleplaats.
Haar beste resultaat op de grandslamtoernooien is het bereiken van de derde ronde, op het Australian Open 2000. Haar hoogste positie op de WTA-ranglijst is de 51e plaats, die zij bereikte in maart 2005.

### Dubbelspel
Alina Zjidkova debuteerde in 1992 bij de volwassenen op het ITF-toernooi van Boergas (Bulgarije). In 1994 stond zij voor het eerst in de finale, op het ITF-toernooi van Amadora (Portugal) – de titel ontging haar evenwel. Haar eerste toernooiwinst behaalde zij in 1996 in Langenthal (Zwitserland), samen met de Tsjechische Helena Vildová. In totaal won zij negen ITF-toernooien, de laatste in 2010, in Dothan (Alabama), samen met Wit-Russin Anastasija Jakimava.
In 2000 nam Zjidkova voor het eerst deel aan een WTA-toernooi, in Gold Coast. Op de WTA-tour bereikte ze vier keer de finale, waarvan ze er één wist te winnen: het toernooi van Acapulco in 2005, samen met de Oekraïense Tetjana Perebyjnis.
Haar beste resultaat op de grandslamtoernooien is het bereiken van de tweede ronde. Haar hoogste positie op de WTA-ranglijst is de 50e plaats, die zij bereikte in augustus 2003.

## Posities op deWTA-ranglijst
Positie per einde seizoen:
| ENKELSPEL |      |  |         |      |  |         |      |
| jaartal   | rank |  | jaartal | rank |  | jaartal | rank |
| 2010      | 463  |  | 2004    | 55   |  | 1998    | 291  |
| 2009      | 326  |  | 2003    | 97   |  | 1997    | 338  |
| 2008      | 242  |  | 2002    | 87   |  | 1996    | 584  |
| 2007      | 152  |  | 2001    | 107  |  | 1995    | 718  |
| 2006      | 333  |  | 2000    | 84   |  | 1994    | 765  |
| 2005      | 123  |  | 1999    | 126  |  | 1993    | 677  |

| DUBBELSPEL |      |  |         |      |  |         |      |
| jaartal    | rank |  | jaartal | rank |  | jaartal | rank |
| 2010       | 216  |  | 2004    | 109  |  | 1998    | 213  |
| 2009       | 217  |  | 2003    | 52   |  | 1997    | 416  |
| 2008       | 256  |  | 2002    | 119  |  | 1996    | 405  |
| 2007       | 92   |  | 2001    | 146  |  | 1995    | 515  |
| 2006       | 189  |  | 2000    | 76   |  | 1994    | 422  |
| 2005       | 72   |  | 1999    | 134  |  | 1993    | 495  |

## Palmares
| Legenda                | Legenda                  |
| ---------------------- | ------------------------ |
| Grandslamtoernooi      |                          |
| Olympische Spelen      |                          |
| Year-End Championships |                          |
| tot 2009               | 2009 – 2020 / vanaf 2021 |
| Tier I                 | Premier Mandatory        |
| Tier II                | Premier Five / WTA 1000  |
| Tier III               | Premier / WTA 500        |
| Tier IV & V            | International / WTA 250  |
|                        | Challenger / WTA 125     |

### WTA-finaleplaatsen vrouwendubbelspel
| nr.              | finale     | toernooi       | ondergrond    | partner            | tegenstandsters                                        | score    |         |
| ---------------- | ---------- | -------------- | ------------- | ------------------ | ------------------------------------------------------ | -------- | ------- |
| gewonnen finales |            |                |               |                    |                                                        |          |         |
| 1.               | 2005-02-27 | WTA Acapulco   | gravel        | Tetjana Perebyjnis | Rosa María Andrés Rodríguez Conchita Martínez Granados | 7-5, 6-3 | details |
| verloren finales |            |                |               |                    |                                                        |          |         |
| 1.               | 2003-02-22 | WTA Memphis    | hardcourt (i) | Bryanne Stewart    | Akiko Morigami Saori Obata                             | 1-6, 1-6 | details |
| 2.               | 2006-11-05 | WTA Québec     | tapijt (i)    | Jill Craybas       | Laura Granville Carly Gullickson                       | 3-6, 4-6 | details |
| 3.               | 2007-07-22 | WTA Cincinnati | hardcourt     | Tatjana Poetsjek   | Bethanie Mattek Sania Mirza                            | 6-7, 5-7 | details |

## Resultaten grandslamtoernooien
| Legenda | Legenda                          |
| ------- | -------------------------------- |
| g.t.    | geen toernooi gehouden           |
| l.c.    | lagere categorie                 |
| –       | niet deelgenomen                 |
| G       | uitgeschakeld in de groepsfase   |
| 1R      | uitgeschakeld in de eerste ronde |
| 2R      | uitgeschakeld in de tweede ronde |
| 3R      | uitgeschakeld in de derde ronde  |
| 4R      | uitgeschakeld in de vierde ronde |
| KF      | uitgeschakeld in de kwartfinale  |
| HF      | uitgeschakeld in de halve finale |
| F       | de finale verloren               |
| W       | het toernooi gewonnen            |
| w-v     | winst/verlies-balans             |

### Enkelspel
| Toernooi        | 2000 | 2001 | 2002 | 2003 | 2004 | 2005 | 2006 | 2007 |
| --------------- | ---- | ---- | ---- | ---- | ---- | ---- | ---- | ---- |
| Australian Open | 3R   | 2R   | 1R   | 2R   | 1R   | 2R   | –    | –    |
| Roland Garros   | 1R   | –    | 2R   | 1R   | 1R   | 1R   | –    | –    |
| Wimbledon       | 1R   | –    | 1R   | 1R   | 1R   | 1R   | –    | –    |
| US Open         | 1R   | –    | 1R   | 1R   | 1R   | 1R   | 2R   | 1R   |

### Vrouwendubbelspel
| Toernooi        | 1999 | 2000 | 2001 | 2002 | 2003 | 2004 | 2005 | 2006 |    | 2008 |
| --------------- | ---- | ---- | ---- | ---- | ---- | ---- | ---- | ---- | -- | ---- |
| Australian Open | –    | 1R   | 1R   | 1R   | 2R   | 1R   | 1R   | –    | 1R |      |
| Roland Garros   | –    | 2R   | 1R   | –    | 2R   | 2R   | 1R   | –    | –  |      |
| Wimbledon       | 1R   | –    | 1R   | 2R   | 1R   | 1R   | 2R   | –    | –  |      |
| US Open         | –    | 1R   | 1R   | 1R   | 1R   | 1R   | 2R   | 1R   | –  |      |

### Gemengd dubbelspel
| Toernooi        | 2005 |
| --------------- | ---- |
| Australian Open | –    |
| Roland Garros   | –    |
| Wimbledon       | 1R   |
| US Open         | –    |